# Regne d'Armènia Occidental (283-297)
El regne d'Armènia Occidental (283-297), fou un estat creat pels romans i sota protectorat romà que va existir fins al 297 quan tota Armènia es va reunificar.
Fou creat el 283 després que els romans van ocupar Ctesifont i els perses van demanar la pau i el rei Narses d'Armènia (futur Narses de Pèrsia), que aleshores era rei vassall d'Armènia com a privilegi patrimonial pel compte del seu germà el gran-rei Bahram II, va haver-se de retirar de la part occidental del país on els romans van proclamar rei a Khosrov II (Narses va conservar la part oriental); el 287 els perses van reconèixer la situació que havia existit de facto (283-287) però llavors el rei Khosrov II fou assassinat i els romans van portar aleshores al tron al seu germà Tiridates III.
El 296 els perses van atacar Armènia Occidental però foren rebutjats pel cèsar Galeri i per Tiridates III. El ara rei persa Narses (antic rei d'Armènia, i després d'Armènia Oriental) va renunciar a Armènia i Ibèria, així com l'alta vall del Tigris (Sofene, Anzitene, Ingilena, Arzanene, Moxoene, Corduena o Karduene i Zabdiquene), a la tardor següent (297) i llavors Tiridates III va passar a ser rei de tota l'Armènia desapareixent el regne d'Armènia Occidental.